# Don Thompson (Manager)
Don Thompson (* 1963 in Chicago) ist ein US-amerikanischer Manager.

## Leben
Nach 25 Jahren Mitarbeit im Konzern
leitete Thompson ab Juli 2012 als Nachfolger von Jim Skinner das US-amerikanische Unternehmen McDonald’s. Am 28. Januar 2015 teilte die McDonald’s Corporation mit, dass Don Thompson zum 1. März 2015 von seinen Ämtern als Präsident und CEO des Unternehmens zurücktreten würde. Ihm folgte Steve Easterbrook als CEO.